# Danilo Avelar
Danilo Avelar, właśc. Danilo Fernando Avelar (ur. 14 października 1988 w Paranavaí, w stanie Parana, Brazylia) – brazylijski piłkarz, grający na pozycji lewego obrońcy lub pomocnika w Corinthians Paulista.

## Początek kariery
Danilo Avelar grał w młodzieżówkach Paranavaí, Joinville, Paraná i Rio Claro, gdzie został promowany do kadry profesjonalnej. Dla Rio Claro, Avelar zagrał w 13 meczach od 2008 do 2010 roku.

## Karpaty Lwów
10 maja 2010 roku, został wypożyczony do klubu ukraińskiego do końca tego samego roku. Brazylijczyk zrobił wrażenie i podpisał kontrakt do końca roku.

## Schalke 04
W styczniu 2011 roku, został wypożyczony do klubu niemieckiego i zdobył DFB-Pokal. Trener zdecydował nie zatrzymywać zawodnika w drużynie na kolejny sezon i wrócił on do klubu ukraińskiego w czerwcu.

## Cagliari
17 lipca 2012, został wypożyczony do klubu włoskiego z opcją kupna na koniec okresu. Pierwszy swój mecz rozegrał przeciwko Genoi, w którym ekipa przegrała 2 do 0. Po trudnym początku, trener Massimo Ficcadenti wybrał obrońcę Francesco Pisano.
W sezonie 2013-14, miał otrzymał mniej szans w głównej ekipie ze względu na Nicolę Murru i 31 stycznia 2014 próbowano go wypożyczyć do Leeds United, jednak nie powiodło się ze względu na problemy logistyczne pomiędzy klubami.
Avelar zdobył pierwszego gola (z rzutu karnego) 19 października 2014 w meczu przeciwko Sampadorii, który zakończył się remisem 2 do 2. Tydzień później, Brazylijczyk zdobył dwa gole (z rzutu wolnego i kolejny z rzutu karnego) w meczu przeciwko Empoli, który zakończył się zwycięstwem 4 do 0 dla Cagliari.

## Torino
Został zakontraktowany 17 czerwca 2015 na cztery lata, za nieujawnioną kwotę.

## Amiens
31 sierpnia 2017 roku, został wypożyczony do francuskiego Amiens na jeden sezon. 4 listopada zdobył pierwszego i jedynego gola w klubie w meczu przeciwko Montpellier, który zakończył się remisem 1 do 1.

## Corinthians

### 2018
20 czerwca 2018 roku został wypożyczony do Corinthians do końca czerwca następnego roku. 16 września, Danilo zdobył pierwszego gola dla ekipy czarno-białych w meczu przeciwko Sport Recife, który zakończył się zwycięstwem 2 do 1. 10 dni później, Avelar zdobył gola na początku spotkania przeciwko Flamengo, gdzie powtórzył się rezultat poprzedniego – doprowadzając do eliminacji ekipy czerwono-czarnych z Copa do Brasil. Pomimo goli, zakończył sezon jako cel krytyki zarówno dyrekcji klubu, jak i kibiców.

### 2019
Rozpoczął sezon będąc celem fali krytyki za poprzedni, jednak 4 lutego zdobył gola, który zagwarantował ekipie zwycięstwo nad Palmeiras w Campeonato Paulista. 20 lutego, zdobył bramkę, która wyrównała wynik w meczu przeciwko Avenidzie, a spotkanie zakończyło się eliminacją biało-zielonych z Copa do Brasil. Później zdobył także gole w meczach przeciwko Oeste i Ituano, które zakończyły się kolejnymi zwycięstwami. Avelar był także autorem gola otwierającego rewanż w finale przeciwko São Paulo, który został wygrany 2 do 1, dzięki czemu Corinthians zdobył 30. tytuł w Campeonato Paulista – sam Danilo został później nagrodzony wyróżnieniem dla najlepszego lewego obrońcy tegoż turnieju.

## Statystyki
Stan na 5 lipca 2019
| Klub            | Sezon                              | Liga  | Liga | Puchar kraju | Puchar kraju | Europejskie puchary | Europejskie puchary | Razem | Razem |
| Klub            | Sezon                              | Mecze | Gole | Mecze        | Gole         | Mecze               | Gole                | Mecze | Gole  |
| --------------- | ---------------------------------- | ----- | ---- | ------------ | ------------ | ------------------- | ------------------- | ----- | ----- |
| Rio Claro FC    | Campeonato Paulista 2010           | 13    | 0    | 0            | 0            | –                   | –                   | 13    | 0     |
| Karpaty Lwów    | Premier-liha 2010/2011             | 18    | 0    | 2            | 0            | 11                  | 0                   | 31    | 2     |
| FC Schalke 04   | Bundesliga 2010/2011               | 3     | 0    | 0            | 0            | 0                   | 0                   | 3     | 0     |
| Karpaty Lwów    | Premier-liha 2011/2012             | 5     | 2    | 2            | 1            | 1                   | 0                   | 8     | 3     |
| Cagliari Calcio | Serie A 2012/2013                  | 20    | 0    | 1            | 0            | –                   | –                   | 21    | 0     |
| Cagliari Calcio | Serie A 2013/2014                  | 20    | 0    | 0            | 0            | –                   | –                   | 20    | 0     |
| Cagliari Calcio | Serie A 2014/2015                  | 31    | 4    | 1            | 0            | –                   | –                   | 32    | 4     |
| Cagliari Calcio | Razem                              | 71    | 4    | 2            | 0            | –                   | –                   | 73    | 4     |
| Torino FC       | Serie A 2015/2016                  | 6     | 0    | 1            | 0            | –                   | –                   | 7     | 0     |
| Torino FC       | Serie A 2016/2017                  | 1     | 0    | 0            | 0            | –                   | –                   | 1     | 0     |
| Torino FC       | Razem                              | 7     | 0    | 0            | 0            | –                   | –                   | 8     | 8     |
| Corinthians     | Campeonato Brasileiro Série A 2018 | 19    | 1    | 6            | 1            | –                   | –                   | 25    | 2     |
| Corinthians     | Campeonato Brasileiro Série A 2019 | 5     | 0    | 6            | 1            | -                   | -                   | 11    | 1     |
| Corinthians     | Razem                              | 24    | 1    | 12           | 2            | -                   | -                   | 36    | 33    |
| Łącznie         | Łącznie                            | 139   | 7    | 13           | 3            | 12                  | 0                   | 169   | 40    |

## Sukcesy i odznaczenia

### Sukcesy klubowe
- zdobywca Pucharu Niemiec: 2011
- zdobywca Campeonato Paulista: 2019

### Nagrody indywidualne
- Najlepszy lewy obrońca Campeonato Paulista: 2019